# 駿府楽市
駿府楽市（すんぷらくいち）は、静岡県静岡市葵区にある特産品販売店。

## 概要
静岡駅の商業施設ASTY静岡内に店舗を構え、静岡の特産品を販売している。
店舗内には静岡市の地場産業、伝統工芸品などを展示・紹介・販売するコーナーを併設し、来場者へのPRも行っている（後述）。

## 特別展示

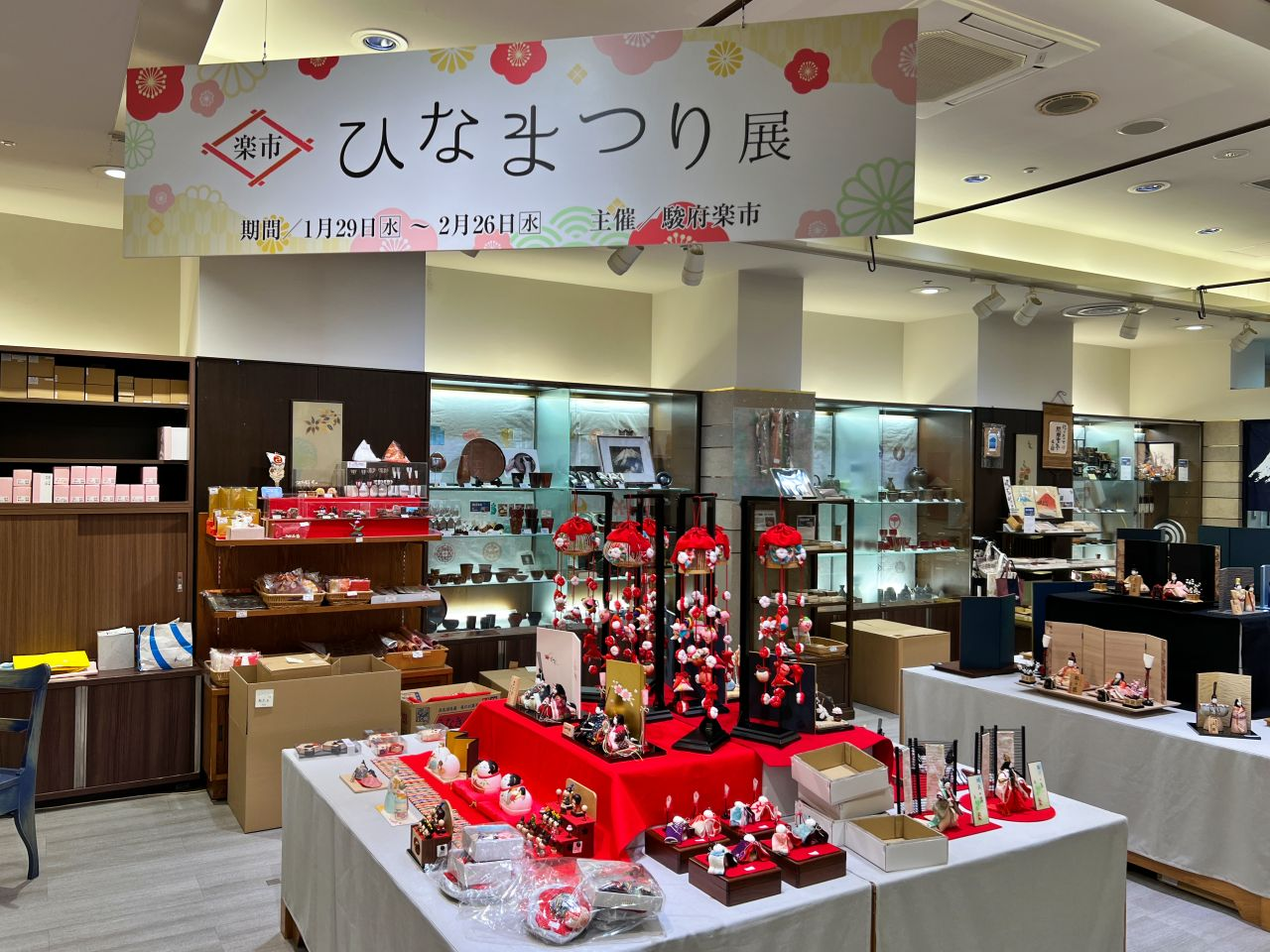
特別展示会場の様子
（2025年1月28日）

店内に併設されている展示コーナーでは年間で約30の特別展示会を開催し、静岡の誇る工芸品、民芸品、地場産業を来訪者にPRしている。
以下に開催事例を紹介する。
楽市 正月展（12月中旬〜1月上旬頃）
翌年の干支にちなんだ置物をはじめ、お正月を楽しく演出する品々を展示紹介。
楽市ひなまつり展（1月下旬〜2月下旬頃）
コンパクトな親王飾りを中心に陶器の置物や古布を使った人形など、季節のインテリアとして重宝される節句関連品を展示紹介。
駿河の下駄祭り職人展（5月中旬〜下旬頃）
静岡県指定の郷土工芸品である駿河張下駄と駿河塗下駄を展示紹介。
プラモデル新作展（6月上旬〜中旬頃）
静岡のプラモデルメーカーによるプラモデルの新作・人気商品を展示紹介。

## アクセス
- 住所 静岡県静岡市葵区黒金町47
- 交通 
  - JR東海道本線 静岡駅から徒歩2分
  - 静岡鉄道静岡清水線 新静岡駅から徒歩10分
  - E1東名 静岡ICから車で約15分
  - E1A新東名 新静岡ICから車で約25分
- 営業時間 9:00～21:00（年末年始等営業時間の短縮あり）
- 定休日 1月1日